# Jesper Hospes
Jesper Hospes (Heerenveen, 19 oktober 1988) is een voormalige Nederlandse langebaanschaatser, die uitkomt voor  Gewest Friesland.

## Biografie
Jesper is net als zijn vader Henk Hospes specialist op de kortebaan afstanden. Hospes zat in het KNSB Opleidingsteam, een schaatsploeg die beginnende nieuwe langebaanschaatsers opleidde. Hij trainde daar onder leiding van Peter Kolder en Jeroen van der Lee. Hospes maakte zijn debuut bij de senioren in seizoen 2008/2009 op het NK afstanden in Thialf. Hij startte daar op de 500 en 1000 meter, waar hij respectievelijk 13e en 18e werd. In januari 2009 werd Jesper Hospes Fries kampioen bij het kortebaanschaatsen, een jaar later werd hij zelfs Nederlands kampioen. Hospes won op 6 januari 2012 zijn tweede nationale titel kortebaan. In het najaar van 2010 won Hospes bovendien de eerste kortebaanwedstrijd op natuurijs. In 2010 maakte hij de overstap naar de opleidingsploeg shorttrack.
De twee jaren hierop deed Hospes alleen mee op de 500 meter en eindigde respectievelijk als 19e en 11e.
Tot 2016 trainde Hopses onder leiding van Gerard van Velde bij Team Beslist.nl. Er kwam een einde aan de samenwerking bij het opheffen van deze ploeg. Tijdens het NK Sprint 2015 wist Hospes zich als derde te plaatsen voor het WK Afstanden in Thialf en daarmee Olympische medaillewinnaars Ronald Mulder en Jan Smeekens achter zich te laten. Sinds het schaatsseizoen 2016-2017 trainde hij bij Team Victorie o.l.v. Desly Hill. In het jaar 2017-2018 sloot hij zich aan bij Gewest Friesland. In het najaar van 2020 slaagde hij voor de opleiding schaatstrainer-coach niveau 4 (ST4) en het daarop volgende seizoen sloot hij zich aan bij de Poolse selectie.

## Persoonlijk
Hospes heeft een relatie met collega langebaanschaatsster Janine Smit, die evenals hijzelf uit Heerenveen afkomstig is.

## Persoonlijke records[5]
| Afstand    | Tijd    | Datum           | Baan       |
| ---------- | ------- | --------------- | ---------- |
| 500 meter  | 34,50   | 2 november 2013 | Calgary    |
| 1000 meter | 1.09,93 | 22 januari 2016 | Heerenveen |
| 1500 meter | 1.50,38 | 13 maart 2008   | Calgary    |
| 3000 meter | 4.07,96 | 18 maart 2007   | Heerenveen |
| 5000 meter | 7.14,95 | 19 maart 2007   | Heerenveen |

## Resultaten
| Jaar | NK Afstanden       | NK Sprint | NK Kortebaan | WK Afstanden | Wereldbeker |
| ---- | ------------------ | --------- | ------------ | ------------ | ----------- |
| 2008 | 15e 500m           |           |              |              |             |
| 2009 | 13e 500m 18e 1000m | 18e       |              |              |             |
| 2010 | 19e 500m           | 16e       | Goud         |              |             |
| 2011 | 11e 500m           | 9e        |              |              |             |
| 2012 | 4e 500m 19e 1000m  | 11e       | Goud         |              | 17e 500m    |
| 2013 | 6e 500m 13e 1000m  | 11e       | Goud         |              | 40e 500m    |
| 2014 | 4e 500m 16e 1000m  | 8e        |              |              | 7e 500m     |
| 2015 | 8e 500m            | 8e        |              | 10e 500m     | 33e 500m    |
| 2016 | 7e 500m 15e 1000m  | 5e        |              |              |             |
| 2017 |                    | 12e       |              |              |             |
| 2018 | 8e 500m 21e 1000m  | 10e       |              |              |             |
| 2019 | 9e 500m            | 7e        |              |              |             |
| 2020 | 5e 500m 16e 1000m  | 4e        |              |              |             |
| 2021 | 6e 500m 14e 1000m  | 11e       |              |              |             |
| 2022 | NS2 500m           |           |              |              |             |